# Ringwall Sinsburg

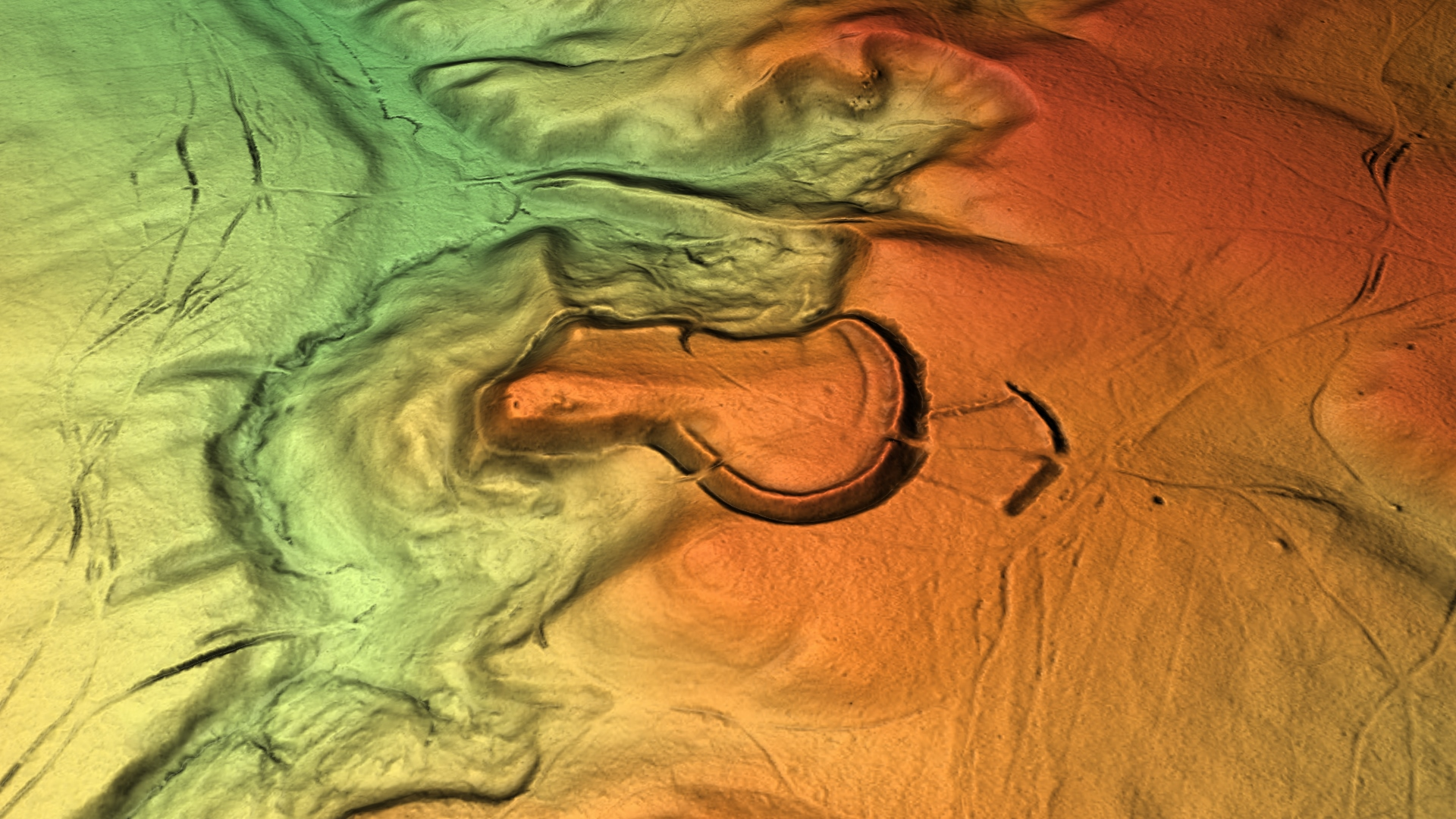
3D-Ansicht des digitalen Geländemodells

Die Ringwall Sinsburg, auch  unter dem Namen Gschlößl bekannt, befindet sich ca. 2500 m nordnordwestlich der Ortskirche Mariä Himmelfahrt von Adlhausen, einem Ortsteil des niederbayerischen Marktes Langquaid im Landkreis Kelheim. Die Anlage wird als „frühmittelalterlicher Ringwall“ unter der Aktennummer D-2-7138-0065 im Bayernatlas aufgeführt.

## Beschreibung
Die Höhenburganlage besteht aus dem Bereich einer Hauptburg und einer Vorburg. Die fünfseitige Vorburg beginnt 80 m vor dem Graben des Hauptwalls; die fünf Seitenlängen des Walls der Vorburg betragen ca. 30 m und haben eine Höhe zwischen 1,5 und 0,5 m. Diesen ist ein Graben von 1 m Tiefe vorgelagert. Dieser ist für ein Tor von 3 m Breite unterbrochen. Das Gelände der Hauptburg liegt auf einem nach Westen gerichteten Geländesporn und wird von einem 3 m hohen Wall mit einem ebenso tiefen Graben vom Hinterland getrennt. Teilweise ist der Wall als Berme ausgebildet und besitzt einen bis zu 1 m hohen Außenwall. Der Innenraum der Wehranlage ist unregelmäßig ausgebildet; er fällt nach Norden um 8 m und nach Süden um 4 m ab. Rechts neben dem den Innenraum erschließenden Weg beginnt ein etwa 0,4 m tiefer und 1 m breiter Graben, der dem östlichen Wall bis zum nördlichen Steilabfall folgt. Die Wälle scheinen keinen Steinkern zu besitzen, denn bei zwei rezenten Durchstichen wurde kein Stein- und Mörtelmaterial gefunden. In der südwestlichen Ecke der Sinsburg liegt ein längliches Plateau, an dem der Weg endet. Dort liegt eine 1,5 m tiefe Eintiefung, und eine weitere Abgrabung befindet sich an der Steilhangkante. Auf dieser künstlich eingeebneten Fläche soll es bis Anfang des 20. Jahrhunderts noch „spärliche Mauerreste“ gegeben haben. 
Nach einem Bericht von 1724 des Pfarrers Dr. Kettemann von Herrnwahlthann sollen die St.-Andreas-Kirche in Herrnwahltann und auch die Kapelle in Herrenwahl aus Quadern, die von dem verfallenen Schloss Sinspuech genommen worden sind, erbaut worden sein. Dies muss zwischen dem Ende des 12. und dem Ende des 13. Jahrhunderts erfolgt sein. Da die Entfernung zu Herrnwahl 2,5 km und zu Herrnwahltann 4 km beträgt, scheint ein Transport leicht möglich gewesen sein. 
Auch die Sinsburg muss im Zusammenhang mit dem Altwegenetz gesehen werden. Unmittelbar in der Nähe verlief die Altstraße von Regensburg nach Langquaid und weiter nach Mainburg. Zudem war von hier die in 1 km in West-Ost-Richtung verlaufende Ochsenstraße einsehbar.

## Geschichte
Der Forst Sinsbuch und das umliegende Land gehörten den Grafen von Ebersberg durch königliche Schenkung von 1037. Die Sinsburg dürfte der Mittelpunkt des ehemaligen Krongutes gewesen sei. 1037 gründete Graf Eberhard II. mit seiner Gemahlin Adelheid von Sachsen und mit Einverständnis seines Bruders Adalbero das Kloster Geisenfeld und stattete dieses mit Sinsburg, dem Wald Sinsburg und Langquaid aus. Der Kartograph Philipp Apian spricht noch Mitte des 16. Jahrhunderts von den „Ruinen einer Burg auf einer Anhöhe“ (Sinsburg ruinae arcis in colle). Die Burg dürfte für das Kloster von keinem Nutzen mehr gewesen sein und wurde deshalb verlassen bzw. wurde als Steinbruch für Kirchenbauten verwendet. 